# Puppa Leslie
Pour les articles homonymes, voir Leslie.
Puppa Leslie, né Jean Claude Bitye Mvondo le 20 janvier 1966 à Ebolowa (Cameroun) et mort le 8 mai 1999 dans le 13e arrondissement de Paris, est un chanteur et toaster de reggae et de ragga.
Originaire du Cameroun, il est l'un des premiers à introduire en France les sound systems, dès le début des années 1980. Il est l'auteur de deux albums : Dub Action en 1988 puis Belle époque en 1990
C'est un acteur important de la scène musicale alternative et underground des années 1980. Ses apparitions dans les concerts de rock, les sound-systems et les émissions de radio contribueront largement à l'implantation d'une culture hip-hop/ragga en France. C'est sur Radio Nova en particulier que Puppa Leslie interviendra le plus, où on le retrouve aux côtés de MC Solaar, Daddy Yod, Dee Nasty, Saï Saï, etc. Il s'illustre tout particulièrement dans l'art du freestyle et de l'improvisation en adaptant à la langue de Molière le style Deejay, jusqu'alors strictement anglophone.
Il est de la première génération des artistes ragga/reggae en France, comme Pablo Master, Mickey Mossman, Supa John ou Daddy Yod. On retiendra spécialement ses collaborations avec les groupes Gom Jabbar ou Ausweis (punk) et son dernier groupe O'Killed dub band, ainsi qu'avec le Sound-System Ghetto Activité.
En sound-system ou à la radio, Puppa Leslie est réputé pour ses excellentes performances en combinaison avec certains de ses complices comme Kalou G, Saxo, Aldo B, Doréa SisDee et bien d'autres.
Il a également animé pendant un temps un atelier dans les cités à destination des plus jeunes, mêlant initiation à la boxe et au raggamuffin.
Son style se caractérise par une grande spontanéité et sa bonne humeur (good vibes) mais toujours un fort engagement politique et social. Puppa Leslie restera comme un chanteur à la fois engagé mais plein de dérision et de bonnes vibrations.
Puppa Leslie meurt le 8 mai 1999, à l'âge de trente-trois ans, d'une chute restée sans explication depuis son appartement.